# Archisepsis pusio
Archisepsis pusio är en tvåvingeart som först beskrevs av Ignaz Rudolph Schiner 1868.  Archisepsis pusio ingår i släktet Archisepsis och familjen svängflugor. Inga underarter finns listade i Catalogue of Life.